# مسابقات قهرمانی بسکتبال آسیا ۲۰۰۳
مسابقات قهرمانی بسکتبال آسیا ۲۰۰۳ بیست و دومین دورهٔ قهرمانی آسیا برای مردان می‌باشد که از ۲۳ سپتامبر تا ۱ اکتبر در هاربین، چین برگزار گردید. این مسابقات، رقابت‌های انتخابی رویداد بسکتبال مردان در بازی‌های المپیک تابستانی ۲۰۰۴ در آتن، یونان بود.

## انتخابی
طبق قوانین فیفا آسیا، هر منطقهٔ آسیا دو سهمیه داشت و میزبان (چین) و ۵ تیم برتر دورهٔ پیشین مسابقات قهرمانی آسیا به‌طور خودکار به این رقابت‌ها راه یافتند.
| شرق آسیا (۳+۲) | خلیج فارس (۱+۲)     | مرکز آسیا (۲) | جنوب شرق آسیا (۲) | غرب آسیا (۲+۲) |
| -------------- | ------------------- | ------------- | ----------------- | -------------- |
| چین            | قطر                 | ازبکستان      | فیلیپین           | لبنان          |
| کرهٔ جنوبی      | امارات متحدهٔ عربی * | هند           | مالزی             | سوریه          |
| ژاپن           | عربستان سعودی *     |               |                   | اردن           |
| تایوان         |                     |               |                   | ایران          |
| هنگ کنگ        |                     |               |                   |                |

* با کناره‌گیری این دو تیم از رقابت‌ها،  قزاقستان و  کویت با وایلد کارت فیبا آسیا به رقابت‌ها وارد شدند.

## قرعه‌کشی
| گروه A                                | گروه B                         | گروه C                       | گروه D                      |
| ------------------------------------- | ------------------------------ | ---------------------------- | --------------------------- |
| لبنان · ازبکستان · هنگ کنگ · قزاقستان | کرهٔ جنوبی · هند · کویت · مالزی | سوریه · تایوان · ایران · چین | قطر · ژاپن · فیلیپین · اردن |

## دور مقدماتی

### گروه A
| تیم      | بازی | برد | باخت | امتیاز برده | امتیاز باخته | تفاضل | امتیازات |
| -------- | ---- | --- | ---- | ----------- | ------------ | ----- | -------- |
| لبنان    | ۳    | ۳   | ۰    | ۲۵۷         | ۱۹۷          | ۶۰+   | ۶        |
| قزاقستان | ۳    | ۲   | ۱    | ۲۴۲         | ۲۲۷          | ۱۵+   | ۵        |
| ازبکستان | ۳    | ۱   | ۲    | ۱۹۴         | ۲۳۸          | ۴۴–   | ۴        |
| هنگ کنگ  | ۳    | ۰   | ۳    | ۲۱۳         | ۲۴۴          | ۳۱–   | ۳        |

| ۲۳ سپتامبر ۱۰:۰۰ |

|  |

| ازبکستان                                       | ۶۸–۶۴ | هنگ کنگ |
| امتیاز بر پایه وقت: ۲۱–۱۰, ۱۲–۲۶, ۱۱–۱۸, ۲۴–۱۰ |       |         |

| ۲۳ سپتامبر ۱۴:۰۰ |

|  |

| لبنان                                          | ۷۹–۷۰ | قزاقستان |
| امتیاز بر پایه وقت: ۲۰–۲۱, ۲۳–۲۳, ۲۲–۱۰, ۱۴–۱۶ |       |          |

| ۲۴ سپتامبر ۱۰:۰۰ |

|  |

| هنگ کنگ                                        | ۶۷–۹۰ | لبنان |
| امتیاز بر پایه وقت: ۱۶–۲۳, ۱۵–۲۵, ۱۸–۱۹, ۱۸–۲۳ |       |       |

| ۲۴ سپتامبر ۱۴:۰۰ |

|  |

| قزاقستان                                       | ۸۶–۶۶ | ازبکستان |
| امتیاز بر پایه وقت: ۲۳–۱۸, ۲۱–۲۷, ۲۶–۱۰, ۱۶–۱۱ |       |          |

| ۲۵ سپتامبر ۱۰:۰۰ |

|  |

| قزاقستان                                       | ۸۶–۸۲ | هنگ کنگ |
| امتیاز بر پایه وقت: ۲۷–۲۰, ۲۱–۱۸, ۱۹–۱۹, ۱۹–۲۵ |       |         |

| ۲۵ سپتامبر ۱۴:۰۰ |

|  |

| لبنان                                         | ۸۸–۶۰ | ازبکستان |
| امتیاز بر پایه وقت: ۲۱–۹, ۱۹–۱۶, ۲۲–۱۶, ۲۶–۱۹ |       |          |

### گروه B
| تیم       | بازی | برد | باخت | امتیاز برده | امتیاز باخته | تفاضل | امتیازات |
| --------- | ---- | --- | ---- | ----------- | ------------ | ----- | -------- |
| کرهٔ جنوبی | ۳    | ۳   | ۰    | ۳۱۹         | ۲۱۹          | ۱۰۰+  | ۶        |
| هند       | ۳    | ۲   | ۱    | ۲۵۱         | ۲۵۷          | ۶–    | ۵        |
| کویت      | ۳    | ۱   | ۲    | ۲۳۱         | ۲۷۰          | ۳۹–   | ۴        |
| مالزی     | ۳    | ۰   | ۳    | ۲۱۵         | ۲۷۰          | ۵۵–   | ۳        |

| ۲۳ سپتامبر ۱۲:۰۰ |

|  |

| هند                                            | ۹۴–۷۴ | کویت |
| امتیاز بر پایه وقت: ۱۹–۱۲, ۲۸–۱۲, ۱۸–۱۸, ۲۹–۳۲ |       |      |

| ۲۳ سپتامبر ۱۹:۳۰ |

|  |

| کرهٔ جنوبی                                      | ۱۰۳–۷۲ | مالزی |
| امتیاز بر پایه وقت: ۲۴–۱۲, ۲۷–۲۵, ۲۱–۱۵, ۳۱–۲۰ |        |       |

| ۲۴ سپتامبر ۱۶:۰۰ |

|  |

| مالزی                                          | ۶۲–۸۱ | هند |
| امتیاز بر پایه وقت: ۱۳–۲۵, ۱۶–۱۸, ۱۱–۱۶, ۲۲–۲۲ |       |     |

| ۲۴ سپتامبر ۱۹:۳۰ |

|  |

| کویت                                           | ۷۱–۹۵ | کرهٔ جنوبی |
| امتیاز بر پایه وقت: ۲۱–۲۳, ۱۴–۲۳, ۱۵–۲۳, ۲۱–۲۶ |       |           |

| ۲۵ سپتامبر ۱۶:۰۰ |

|  |

| کویت                                           | ۸۶–۸۱ | مالزی |
| امتیاز بر پایه وقت: ۲۴–۲۳, ۱۹–۲۱, ۲۱–۲۰, ۲۲–۱۷ |       |       |

| ۲۵ سپتامبر ۱۹:۳۰ |

|  |

| کرهٔ جنوبی                                      | ۱۲۱–۷۶ | هند |
| امتیاز بر پایه وقت: ۲۷–۱۵, ۳۲–۱۴, ۲۸–۲۱, ۳۴–۲۶ |        |     |

### گروه C
| تیم    | بازی | برد | باخت | امتیاز برده | امتیاز باخته | تفاضل | امتیازات |
| ------ | ---- | --- | ---- | ----------- | ------------ | ----- | -------- |
| چین    | ۳    | ۳   | ۰    | ۳۱۷         | ۱۸۱          | ۱۳۶+  | ۶        |
| ایران  | ۳    | ۲   | ۱    | ۲۳۴         | ۲۳۴          | ۰     | ۵        |
| تایوان | ۳    | ۱   | ۲    | ۲۲۹         | ۲۸۸          | ۵۹–   | ۴        |
| سوریه  | ۳    | ۰   | ۳    | ۲۰۲         | ۲۷۹          | ۷۷–   | ۳        |

| ۲۳ سپتامبر ۱۶:۰۰ |

|  |

| تایوان                                         | ۷۴–۸۳ | ایران |
| امتیاز بر پایه وقت: ۱۷–۲۱, ۱۷–۱۷, ۱۲–۲۲, ۲۸–۲۳ |       |       |

| ۲۳ سپتامبر ۱۹:۳۰ |

|  |

| چین                                          | ۱۰۳–۵۱ | سوریه |
| امتیاز بر پایه وقت: ۳۲–۹, ۲۲–۱۹, ۲۳–۹, ۲۶–۱۴ |        |       |

| ۲۴ سپتامبر ۱۶:۰۰ |

|  |

| ایران                                          | ۸۲–۶۷ | سوریه |
| امتیاز بر پایه وقت: ۱۳–۲۰, ۲۳–۱۱, ۲۰–۱۹, ۲۶–۱۷ |       |       |

| ۲۴ سپتامبر ۱۹:۳۰ |

|  |

| تایوان                                        | ۶۱–۱۲۱ | چین |
| امتیاز بر پایه وقت: ۱۶–۲۸, ۱۲–۳۰, ۹–۲۹, ۲۴–۳۴ |        |     |

| ۲۵ سپتامبر ۱۶:۰۰ |

|  |

| سوریه                                          | ۸۴–۹۴ | تایوان |
| امتیاز بر پایه وقت: ۲۶–۲۸, ۲۵–۲۱, ۲۱–۲۵, ۱۲–۲۰ |       |        |

| ۲۵ سپتامبر ۱۹:۳۰ |

|  |

| چین                                            | ۹۳–۶۹ | ایران |
| امتیاز بر پایه وقت: ۲۶–۱۶, ۳۱–۱۶, ۲۰–۱۱, ۱۶–۲۶ |       |       |

### گروه D
| تیم     | بازی | برد | باخت | امتیاز برده | امتیاز باخته | تفاضل | امتیازات |
| ------- | ---- | --- | ---- | ----------- | ------------ | ----- | -------- |
| قطر     | ۳    | ۳   | ۰    | ۲۱۱         | ۱۶۹          | ۴۲+   | ۶        |
| ژاپن    | ۳    | ۲   | ۱    | ۱۷۶         | ۱۹۱          | ۱۵–   | ۵        |
| فیلیپین | ۳    | ۱   | ۲    | ۲۱۶         | ۲۱۰          | ۶+    | ۴        |
| اردن    | ۳    | ۰   | ۳    | ۱۷۹         | ۲۱۲          | ۳۳–   | ۳        |

| ۲۳ سپتامبر ۱۴:۰۰ |

|  |

| ژاپن                                           | ۶۶–۶۴ | فیلیپین |
| امتیاز بر پایه وقت: ۱۸–۱۸, ۱۷–۱۸, ۱۸–۱۳, ۱۳–۱۵ |       |         |

| ۲۳ سپتامبر ۱۶:۰۰ |

|  |

| قطر                                            | ۶۶–۵۳ | اردن |
| امتیاز بر پایه وقت: ۲۲–۱۰, ۱۲–۱۰, ۱۵–۱۸, ۱۷–۱۵ |       |      |

| ۲۴ سپتامبر ۱۰:۰۰ |

|  |

| فیلیپین                                        | ۶۹–۷۷ | قطر |
| امتیاز بر پایه وقت: ۱۹–۱۷, ۱۳–۲۰, ۱۳–۱۹, ۲۴–۲۱ |       |     |

| ۲۴ سپتامبر ۱۴:۰۰ |

|  |

| اردن                                          | ۵۹–۶۳ | ژاپن |
| امتیاز بر پایه وقت: ۱۸–۲۰, ۹–۱۵, ۱۱–۱۲, ۲۱–۱۶ |       |      |

| ۲۵ سپتامبر ۱۰:۰۰ |

|  |

| قطر                                          | ۶۸–۴۷ | ژاپن |
| امتیاز بر پایه وقت: ۱۵–۶, ۱۶–۱۶, ۱۴–۱۹, ۲۳–۶ |       |      |

| ۲۵ سپتامبر ۱۴:۰۰ |

|  |

| فیلیپین                                        | ۸۳–۶۷ | اردن |
| امتیاز بر پایه وقت: ۱۸–۱۴, ۲۴–۱۷, ۲۳–۱۴, ۱۸–۲۲ |       |      |

## دور یک‌چهارم نهایی

### گروه I
| تیم   | بازی | برد | باخت | امتیاز برده | امتیاز باخته | تفاضل | امتیازات |
| ----- | ---- | --- | ---- | ----------- | ------------ | ----- | -------- |
| چین   | ۳    | ۳   | ۰    | ۳۱۵         | ۱۹۳          | ۱۲۲+  | ۶        |
| لبنان | ۳    | ۲   | ۱    | ۲۶۴         | ۲۵۵          | ۹+    | ۵        |
| ژاپن  | ۳    | ۱   | ۲    | ۲۲۶         | ۲۳۸          | ۱۲–   | ۴        |
| هند   | ۳    | ۰   | ۳    | ۲۱۸         | ۳۳۷          | ۱۱۹–  | ۳        |

| ۲۶ سپتامبر ۱۶:۰۰ |

|  |

| لبنان                                          | ۷۶–۶۳ | ژاپن |
| امتیاز بر پایه وقت: ۲۲–۲۵, ۱۹–۱۵, ۱۲–۱۲, ۲۳–۱۱ |       |      |

| ۲۶ سپتامبر ۱۹:۳۰ |

|  |

| هند                                           | ۶۲–۱۱۷ | چین |
| امتیاز بر پایه وقت: ۱۵–۳۳, ۸–۲۸, ۱۶–۲۷, ۲۳–۲۹ |        |     |

| ۲۷ سپتامبر ۱۶:۰۰ |

|  |

| ژاپن                                           | ۱۰۳–۷۴ | هند |
| امتیاز بر پایه وقت: ۲۶–۱۴, ۲۹–۲۳, ۲۳–۲۰, ۲۵–۱۷ |        |     |

| ۲۷ سپتامبر ۱۹:۳۰ |

|  |

| چین                                            | ۱۱۰–۷۱ | لبنان |
| امتیاز بر پایه وقت: ۳۱–۱۷, ۲۱–۱۶, ۲۴–۲۱, ۳۴–۱۷ |        |       |

| ۲۸ سپتامبر ۱۶:۰۰ |

|  |

| لبنان                                          | ۱۱۷–۸۲ | هند |
| امتیاز بر پایه وقت: ۳۱–۱۹, ۳۰–۲۱, ۳۱–۱۶, ۲۵–۲۶ |        |     |

| ۲۸ سپتامبر ۱۹:۳۰ |

|  |

| ژاپن                                           | ۶۰–۸۸ | چین |
| امتیاز بر پایه وقت: ۱۸–۲۲, ۱۴–۲۵, ۱۰–۱۳, ۱۸–۲۸ |       |     |

### گروه II
| تیم       | بازی | برد | باخت | امتیاز برده | امتیاز باخته | تفاضل | امتیازات |
| --------- | ---- | --- | ---- | ----------- | ------------ | ----- | -------- |
| کرهٔ جنوبی | ۳    | ۳   | ۰    | ۲۹۱         | ۲۴۹          | ۴۲+   | ۶        |
| قطر       | ۳    | ۲   | ۱    | ۲۳۵         | ۲۱۲          | ۲۳+   | ۵        |
| ایران     | ۳    | ۱   | ۲    | ۲۳۷         | ۲۶۲          | ۲۵–   | ۴        |
| قزاقستان  | ۳    | ۰   | ۳    | ۲۳۴         | ۲۷۴          | ۴۰–   | ۳        |

| ۲۶ سپتامبر ۱۶:۰۰ |

|  |

| قطر                                            | ۸۳–۶۱ | قزاقستان |
| امتیاز بر پایه وقت: ۲۵–۱۵, ۲۲–۱۴, ۱۸–۱۷, ۱۸–۱۵ |       |          |

| ۲۶ سپتامبر ۱۹:۳۰ |

|  |

| کرهٔ جنوبی                                      | ۱۰۵–۸۱ | ایران |
| امتیاز بر پایه وقت: ۲۶–۲۰, ۲۸–۲۴, ۲۴–۱۴, ۲۷–۲۳ |        |       |

| ۲۷ سپتامبر ۱۶:۰۰ |

|  |

| ایران                                          | ۹۲–۸۵ | قزاقستان |
| امتیاز بر پایه وقت: ۱۸–۱۰, ۱۶–۱۹, ۲۵–۲۸, ۳۳–۲۸ |       |          |

| ۲۷ سپتامبر ۱۹:۳۰ |

|  |

| قطر                                            | ۸۰–۸۷ | کرهٔ جنوبی |
| امتیاز بر پایه وقت: ۱۷–۲۳, ۲۷–۲۰, ۱۲–۲۲, ۳۱–۱۵ |       |           |

| ۲۸ سپتامبر ۱۶:۰۰ |

|  |

| قزاقستان                                       | ۸۸–۹۹ | کرهٔ جنوبی |
| امتیاز بر پایه وقت: ۱۶–۲۳, ۲۷–۲۱, ۱۸–۳۱, ۲۷–۲۴ |       |           |

| ۲۸ سپتامبر ۱۹:۳۰ |

|  |

| ایران                                         | ۶۴–۷۲ | قطر |
| امتیاز بر پایه وقت: ۱۴–۲۰, ۹–۱۲, ۲۰–۲۳, ۲۱–۱۷ |       |     |

### گروه III
| تیم      | بازی | برد | باخت | امتیاز برده | امتیاز باخته | تفاضل | امتیازات |
| -------- | ---- | --- | ---- | ----------- | ------------ | ----- | -------- |
| اردن     | ۳    | ۳   | ۰    | ۲۳۸         | ۲۱۳          | ۲۵+   | ۶        |
| تایوان   | ۳    | ۲   | ۱    | ۲۸۸         | ۲۲۰          | ۶۸+   | ۵        |
| ازبکستان | ۳    | ۱   | ۲    | ۲۵۵         | ۲۷۷          | ۲۲–   | ۴        |
| مالزی    | ۳    | ۰   | ۳    | ۱۹۷         | ۲۶۸          | ۷۱–   | ۳        |

| ۲۶ سپتامبر ۱۰:۰۰ |

|  |

| ازبکستان                                       | ۸۳–۸۶ | اردن |
| امتیاز بر پایه وقت: ۱۹–۲۲, ۱۸–۲۱, ۲۳–۲۲, ۲۳–۲۱ |       |      |

| ۲۶ سپتامبر ۱۴:۰۰ |

|  |

| مالزی                                         | ۶۳–۱۰۱ | تایوان |
| امتیاز بر پایه وقت: ۱۹–۲۷, ۲۱–۲۹, ۹–۳۱, ۱۴–۱۴ |        |        |

| ۲۷ سپتامبر ۱۰:۰۰ |

|  |

| اردن                                         | ۶۹–۵۸ | مالزی |
| امتیاز بر پایه وقت: ۸–۱۱, ۲۰–۱۸, ۲۱–۷, ۲۰–۲۲ |       |       |

| ۲۷ سپتامبر ۱۴:۰۰ |

|  |

| تایوان                                         | ۱۱۵–۷۴ | ازبکستان |
| امتیاز بر پایه وقت: ۲۹–۱۴, ۳۰–۱۸, ۳۲–۲۱, ۲۴–۲۱ |        |          |

| ۲۸ سپتامبر ۱۰:۰۰ |

|  |

| ازبکستان                                       | ۹۸–۷۶ | مالزی |
| امتیاز بر پایه وقت: ۲۶–۲۱, ۲۲–۱۹, ۲۵–۱۶, ۲۵–۲۰ |       |       |

| ۲۸ سپتامبر ۱۴:۰۰ |

|  |

| تایوان                                         | ۷۲–۸۳ | اردن |
| امتیاز بر پایه وقت: ۱۷–۲۳, ۱۵–۲۰, ۲۲–۱۴, ۱۸–۲۶ |       |      |

### گروه IV
| تیم     | بازی | برد | باخت | امتیاز برده | امتیاز باخته | تفاضل | امتیازات | تساوی‌شکنی   |
| ------- | ---- | --- | ---- | ----------- | ------------ | ----- | -------- | ----------- |
| سوریه   | ۳    | ۲   | ۱    | ۲۷۹         | ۲۳۴          | ۴۵+   | ۵        | ۱–۱ / ۱٫۱۷۲ |
| کویت    | ۳    | ۲   | ۱    | ۲۳۶         | ۲۲۰          | ۱۶+   | ۵        | ۱–۱ / ۱٫۰۱۹ |
| هنگ کنگ | ۳    | ۲   | ۱    | ۲۲۲         | ۲۴۴          | ۲۲–   | ۵        | ۱–۱ / ۰٫۸۳۹ |
| فیلیپین | ۳    | ۰   | ۳    | ۲۰۱         | ۲۴۰          | ۳۹–   | ۳        |             |

| ۲۶ سپتامبر ۱۰:۰۰ |

|  |

| هنگ کنگ                                       | ۶۶–۵۸ | فیلیپین |
| امتیاز بر پایه وقت: ۱۹–۱۵, ۱۶–۱۷, ۱۸–۴, ۱۳–۲۲ |       |         |

| ۲۶ سپتامبر ۱۴:۰۰ |

|  |

| کویت                                           | ۸۰–۷۵ | سوریه |
| امتیاز بر پایه وقت: ۱۷–۲۳, ۲۱–۱۹, ۲۱–۱۵, ۲۱–۱۸ |       |       |

| ۲۷ سپتامبر ۱۰:۰۰ |

|  |

| سوریه                                          | ۱۰۹–۷۷ | هنگ کنگ |
| امتیاز بر پایه وقت: ۲۸–۲۷, ۱۸–۱۱, ۳۱–۱۳, ۳۲–۲۶ |        |         |

| ۲۷ سپتامبر ۱۴:۰۰ |

|  |

| فیلیپین                                        | ۶۶–۷۹ | کویت |
| امتیاز بر پایه وقت: ۱۱–۱۴, ۱۸–۲۶, ۲۰–۲۲, ۱۷–۱۷ |       |      |

| ۲۸ سپتامبر ۱۰:۰۰ |

|  |

| هنگ کنگ                                        | ۷۹–۷۷ | کویت |
| امتیاز بر پایه وقت: ۱۵–۲۷, ۲۱–۱۳, ۱۹–۲۰, ۲۴–۱۷ |       |      |

| ۲۸ سپتامبر ۱۴:۰۰ |

|  |

| سوریه                                          | ۹۵–۷۷ | فیلیپین |
| امتیاز بر پایه وقت: ۲۳–۲۷, ۲۴–۱۵, ۳۱–۱۲, ۱۷–۲۳ |       |         |

## رده‌بندی پنجم تا شانزدهم

### مکان پانزدهم
| ۳۰ سپتامبر ۱۴:۰۰ |

|  |

| مالزی                                          | ۶۳–۷۸ | فیلیپین |
| امتیاز بر پایه وقت: ۱۳–۱۷, ۱۰–۱۸, ۱۸–۲۸, ۲۲–۱۵ |       |         |

### مکان سیزدهم
| ۳۰ سپتامبر ۱۶:۰۰ |

|  |

| ازبکستان                                       | ۸۵–۱۰۶ | هنگ کنگ |
| امتیاز بر پایه وقت: ۲۵–۲۰, ۲۰–۳۰, ۲۲–۲۷, ۱۸–۲۹ |        |         |

### مکان یازدهم
| ۳۰ سپتامبر ۱۹:۳۰ |

|  |

| تایوان                                         | ۱۰۲–۸۱ | کویت |
| امتیاز بر پایه وقت: ۲۱–۱۶, ۲۸–۱۵, ۲۰–۲۴, ۳۳–۲۶ |        |      |

### مکان نهم
| ۳۰ سپتامبر ۱۴:۰۰ |

|  |

| اردن                                           | ۷۵–۹۲ | سوریه |
| امتیاز بر پایه وقت: ۱۶–۲۶, ۲۳–۲۲, ۱۸–۲۳, ۱۸–۲۱ |       |       |

### مکان هفتم
| ۱ اکتبر ۱۴:۰۰ |

|  |

| هند                                            | ۸۲–۸۴ | قزاقستان |
| امتیاز بر پایه وقت: ۱۹–۲۶, ۲۷–۲۱, ۱۵–۱۷, ۲۱–۲۰ |       |          |

### مکان پنجم
| ۱ اکتبر ۱۶:۰۰ |

|  |

| ژاپن                                           | ۶۱–۶۷ | ایران |
| امتیاز بر پایه وقت: ۱۴–۲۳, ۱۴–۲۰, ۱۳–۱۰, ۲۰–۱۴ |       |       |

## دور نهایی
|  | نیمه‌نهایی      | نیمه‌نهایی  |     |         | نهایی     | نهایی |  |
|  |                |            |     |         |           |       |  |
|  | ۳۰ سپتامبر     |            |     |         |           |       |  |
|  | لبنان          | ۸۳         |     |         |           |       |  |
|  | کرهٔ جنوبی (OT) | ۸۵         |     |         |           |       |  |
|  |                |            |     |         |           |       |  |
|  |                |            |     |         | ۱ اکتبر   |       |  |
|  |                |            |     |         | کرهٔ جنوبی | ۹۶    |  |
|  |                | چین        | ۱۰۶ |         |           |       |  |
|  |                |            |     |         |           |       |  |
|  |                |            |     |         |           |       |  |
|  |                |            |     |         | مکان سوم  |       |  |
|  | ۳۰ سپتامبر     | ۳۰ سپتامبر |     | ۱ اکتبر | ۱ اکتبر   |       |  |
|  | چین            | ۸۶         |     | لبنان   | ۶۷        |       |  |
|  | قطر            | ۶۱         |     |         | قطر       | ۷۷    |  |

### نیمه‌نهایی
| ۳۰ سپتامبر ۱۶:۰۰ |

|  |

| لبنان                                                          | ۸۳–۸۵ (OT) | کرهٔ جنوبی |
| امتیاز بر پایه وقت: ۹–۲۲, ۲۶–۲۱, ۲۰–۱۴, ۱۹–۱۷, وقت اضافه: ۹–۱۱ |            |           |

| ۳۰ سپتامبر ۱۹:۳۰ |

|  |

| چین                                            | ۸۶–۶۱ | قطر |
| امتیاز بر پایه وقت: ۲۳–۱۷, ۲۳–۱۴, ۱۷–۱۰, ۲۳–۲۰ |       |     |

### مکان سوم
| ۱ اکتبر ۱۶:۰۰ |

|  |

| لبنان                                         | ۶۷–۷۷ | قطر |
| امتیاز بر پایه وقت: ۲۳–۲۶, ۲۱–۲۷, ۱۴–۱۰, ۹–۱۴ |       |     |

### نهایی
| ۱ اکتبر ۱۹:۳۰ |

|  |

| کرهٔ جنوبی                                      | ۹۶–۱۰۶ | چین               |
| امتیاز بر پایه وقت: ۱۵–۲۴, ۲۱–۲۶, ۲۸–۲۲, ۳۲–۳۴ |        |                   |
| امتیاز: Lee K.S. ۲۸                            |        | امتیاز: Yao M. ۳۰ |

## جدول نهایی
| رتبه | تیم       | رکورد |
| ---- | --------- | ----- |
| 1    | چین       | ۸–۰   |
| 2    | کرهٔ جنوبی | ۷–۱   |
| 3    | قطر       | ۶–۲   |
| ۴    | لبنان     | ۵–۳   |
| ۵    | ایران     | ۴–۳   |
| ۶    | ژاپن      | ۳–۴   |
| ۷    | قزاقستان  | ۳–۴   |
| ۸    | هند       | ۲–۵   |
| ۹    | سوریه     | ۳–۴   |
| ۱۰   | اردن      | ۳–۴   |
| ۱۱   | تایوان    | ۴–۳   |
| ۱۲   | کویت      | ۳–۴   |
| ۱۳   | هنگ کنگ   | ۳–۴   |
| ۱۴   | ازبکستان  | ۲–۵   |
| ۱۵   | فیلیپین   | ۲–۵   |
| ۱۶   | مالزی     | ۰–۷   |

## جوایز
| قهرمان آسیا ۲۰۰۳       |
| ---------------------- |
| · چین · سیزدهمین عنوان |